# Ermita de la Virgen del Soler
La Ermita de la Virgen del Soler se encuentra en el pueblo de Montardit de Baix, perteneciente al término municipal de Sort, de la comarca del Pallars Sobirá de la provincia de Lérida. Pertenecía al antiguo término de Enviny.
Está situada cerca y a la derecha de la Noguera Pallaresa, a poniente de la carretera N-260 / C-13 , cerca y al noroeste del Puente del Hostal Nou y del lugar donde hubo el Hostal Nou.
Aunque de origen románico, esta iglesia fue profundamente reformada durante el siglo XVIII, cuando se construyó, entre otras cosas, el campanario de espadaña con carácter barroco que ocupa toda la fachada de poniente.
La ermita de la Virgen del Soler es centro de un encuentro comarcal el día 1 de mayo de cada año. Se venera una imagen de la Virgen con Niño que es reproducción de la antigua, desaparecida.